# Europapa
«Europapa» (произношение [ˈøːroːˌpɑpaː]; с нидерл. — «Европапа») — песня нидерландского исполнителя и рэпера Йоста Клейна. Песня была написана Клейном совместно с шестью другими авторами и описана им как «очень нидерландская» песня в стиле 1990-х годов. Она была выпущена 29 февраля 2024 года как конкурсная заявка Нидерландов на конкурсе песни «Евровидение-2024» и должна была представить страну в Мальмё, Швеция в мае 2024 года. Но 11 мая 2024 года песня и её создатель вместе с Нидерландами были дисквалифицированы с Евровидения. Композиция достигла первого места в чартах синглов Нидерландов и Фландрии после своего выхода.

## Создание и релиз
Музыку для «Europapa» написали DJ Paul Elstak, Теун де Круиф (Tantu Beats), Теймен Мелиссант и Дилан ван Даэль, а слова — Йост Клейн, Донни Эллерстрём (Maradonnie) и Тим Хаарс. В интервью Клейн заявил, что песня является одой Европе и «письмом» своему покойному отцу, который научил его, что мир не имеет границ. Издание Trouw описало стиль композиции как «ретро-хэппи-хардкор», а сам Клейн сказал, что стиль песни черпает вдохновение у музыкальных групп 2 Unlimited и Vengaboys, представляя собой смесь между «типичным жанром Евровидения» и габбером.
Премьера песни состоялась 29 февраля 2024 года в специальном прямом эфире программы De Avondshow met Arjen Lubach в 16:45 CET, которую вёл Арьен Любах.

## Конкурс песни «Евровидение-2024»
Конкурс песни «Евровидение 2024» прошёл на Мальмё Арене в Мальмё, Швеция, и состоял из двух полуфиналов, которые прошли 7 и 9 мая, и финал 11 мая 2024 года. Согласно правилам «Евровидения», все страны, за исключением принимающей страны и стран «Большой пятёрки» (Франция, Германия, Италия, Испания и Великобритания), должны пройти отбор в одном из двух полуфиналов, чтобы попасть в финал; десять лучших стран из каждого полуфинала проходят в финал. Нидерланды выступили во второй половине второго полуфинала конкурса. 11 мая 2024 года Клейн был дисквалифицирован с конкурса Евровидение-2024. Согласно комментарию нидерландской вещательной организации AVROTROS, при выходе со сцены после полуфинального выступления Клейн потребовал, чтобы его перестали снимать, а когда женщина-оператор не прекратила съёмку, сделал угрожающее движение в её сторону; руководство Евровидения заявило о политике нулевой толерантности по отношению к неприемлемому поведению на конкурсе, представители нидерландской стороны назвали реакцию организаторов несоразмерной.

## Список композиций
| №                   | Название            | Автор(ы)                                                                                | Продюсеры                     | Длительность |
| ------------------- | ------------------- | --------------------------------------------------------------------------------------- | ----------------------------- | ------------ |
| 1.                  | «Europapa»          | Joost Klein, Donny Ellerström, Paul Elstak, Teun de Kruif, Thijmen Melissant, Tim Haars | Teun de Kruif, Paul Elstak    | 2:40         |
| 2.                  | «Europapa» (outro)  | Dylan van Dael, Joost Klein, Teun de Kruif                                              | Teun de Kruif, Dylan van Dael | 1:07         |
| Общая длительность: | Общая длительность: | Общая длительность:                                                                     | Общая длительность:           | 3:47         |

## Чарты
| Чарт (2024)                    | Высшая позиция |
| ------------------------------ | -------------- |
| Бельгия/Фландрия (Ultratop 50) | 1              |
| Литва (AGATA)                  | 40             |
| Нидерланды (Dutch Top 40)      | 1              |
| Нидерланды (Single Top 100)    | 1              |